# Требиат
Требиат — посёлок в Агаповском районе Челябинской области. Входит в состав Черниговского сельского поселения.

## География
Расположен в восточной части района, на берегу реки Бахты. 
Расстояние до районного центра села Агаповка 61 км, до центра сельского поселения посёлка Черниговского 4 км.

## История
Поселок основан в 1930-е годы, в период коллективизации, на одном из отделений зерносовхоза «Магнитный», названном по ближайшему поселку Требиятскому, ныне входящему в Нагайбакский район.

## Население
| 1970 | 1995 | 2002 | 2010 |
| ---- | ---- | ---- | ---- |
| 399  | ↘239 | ↘231 | ↘182 |

в 1959 г. — 286 чел., в 1968 г. — 286 чел., в 1983 г. — 373 чел.

## Улицы
- Красноармейская,
- Новая,
- Речная,
- Труда,
- Центральная,
- Школьная.

## Инфраструктура
- Библиотека,
- фельдшерско-акушерский пункт.